# Sidi Mubarak Bombay
Sidi Mubarak Bombay (1820 - 1885) fue un guía nativo africano que participó en numerosas expediciones del siglo XIX en África meridional.

## Biografía
Bombay era un waYao, nacido en 1820 en la frontera entre Tanzania y Mozambique, cerca del lago Nyassa. De pequeño fue capturado por traficantes de esclavos árabes, y vendido en el mercado de esclavos de Kilwa (Tanzania) y conducido a Guyarat, en la India. Vivió muchos años en la India como esclavo hasta que su propietario murió y fue liberado. Entonces volvió a África en barco.
En África tomó parte en importantes expediciones al interior del continente con Speke, Richard Francis Burton, Henry Stanley o Verney Lovett Cameron. Como jefe de la caravana (kirangozi) de Speke en 1860-1863, merece parte de la gloria por el descubrimiento del nacimiento del río Nilo. Fue también jefe de la caravana de Stanley en su expedición de búsqueda de David Livingstone. En 1873-1876 atravesó a pie África de este a oeste en la expedición de Cameron.
La Royal Geographical Society de Londres reconoció su valía otorgándole una medalla de plata y una pensión.